# Ostatni Mohikanin (film 1920)
Ostatni Mohikanin (ang. The Last of the Mohicans) – amerykański film niemy z 1920 w reżyserii Clarence’a Browna i Maurice’a Tourneura.

## Obsada
- Wallace Beery
- Barbara Bedford
- Alan Roscoe
- Boris Karloff

## Wyróżnienia
| Rok wpisania | National Film Registry |
| ------------ | --- |
| 1995         | Lista filmów budujących dziedzictwo kulturalne USA utworzona przez National Film Preservation Board i przechowywana w Bibliotece Kongresu Stanów Zjednoczonych |